# Boss General Catalogue
Catalogul general Boss (în engleză Boss General Catalogue, prescurtat: GC, uneori denumit General Catalogue) este un catalog stelar care conține 33.342 de stele.  A fost compilat de Benjamin Boss și publicat în anul 1936 în Statele Unite ale Americii. Numele său original era General Catalogue of 33,342 Stars și a înlocuit precedentul  Preliminary General Catalogue of 6,188 Stars for the Epoch 1900, care fusese publicat în 1910 de către Lewis Boss (tatăl lui Benjamin).